# Notre-Dame-du-Cruet
Notre-Dame-du-Cruet este o comună în departamentul Savoie din sud-estul Franței. În 2009 avea o populație de 189 de locuitori.

## Evoluția populației
| An        | 1975 | 1982 | 1990 | 1999 | 2006 | 2009 |
| --------- | ---- | ---- | ---- | ---- | ---- | ---- |
| Populație | 52   | 61   | 87   | 135  | 178  | 189  |